# Шуморовский, Леонтий Иванович Щука
Леонтий Иванович Шумаровский-Щука — князь, воевода в княжение Василия III Ивановича.

## Биография
Сын удельного князя шуморовского Ивана Глебовича Голыги (из моложских князей).
Леонтий Иванович 2-й воевода полка левой руки в Туле «береженья для» (1513). Второй воевода Передового полка, затем командовал Сторожевым полком в Мещере (1517). Второй воевода сторожевого полка на берегу Оки, затем послан в Стародуб (1619). Воевода в Вороноче, откуда был переведён в Торопец (1521). Послан в Коломну, откуда после похода Василия III отправлен 3-м воеводою сторожевого полка в Каширу (1522). Послан в Судовой рати к Казани со сторожевым полком 2-м воеводою (1524).